# Abonyi Géza (színművész)

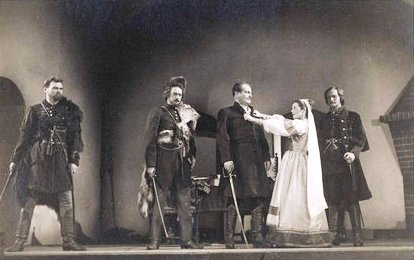
Asztalos Miklós: Farkaskaland. Nemzeti Színház. Bemutató: 1938. Rendező: Abonyi Tivadar. Szereplők: Ladányi Gergely: Rajczy Lajos; Zámbó Balázs: Ujlaky László; Szilassi János: Abonyi Géza, Szilágyi Fruzsina: Somogyi Erzsi, Géczy András: Kovács Károly

Abonyi Géza (Budapest, 1894. október 23. – Budapest, Józsefváros, 1949. június 23.) magyar színész, egyetemi tanár.

## Élete
Szülei Abonyi János és Willner Emília voltak. 1912–1915 között az Országos Magyar Királyi Színművészeti Akadémia színész szakán tanult. 1915-ben a Magyar Színház tagja lett. 1917 végén került az Intim Kabaréhoz. 1918-tól haláláig a Nemzeti Színház tagja, 1935-től a Zeneművészeti Főiskola opera tanszakán, 1941–1949 között a Színiakadémia tanára volt. 1945 után a Madách Színházban szerepelt. 1945–1948 között a Színészek Szabad Szakszervezetének elnöke volt. Halálát agyvérzés okozta. Felesége Gaál Alice volt.
Fiatal éveiben komikusként szerepelt, majd hosszú időn át főként klasszikus művek hősszerelmese volt, de a tragédia komor levegőjében is otthonosan mozgott. Különben lírai egyéniség volt. Filmes pályafutását még a némafilmes korszakban kezdte, de nem ért el igazi sikereket.
Megrongált sírját a Fiumei úti sírkertben (33-1-26) 2010 márciusára új síremlék állításával hozta helyre a Nemzeti Emlékhely és Kegyeleti Bizottság.

## Színházi szerepei
A Színházi Adattárban regisztrált bemutatóinak száma: 3.
- Voinovich Géza: Magyar passió... János
- Háy Gyula: Isten, császár, paraszt... XXIII. János Pápa
- Ifj. Dumas: A kaméliás hölgy... Duval Georges

### Egyéb színházi szerepei
- Schiller: Stuart Mária... Mortimer
- Rostand: Cyrano de Bergerac... Christian
- William Shakespeare: A vihar... Ferdinand
- Lessing: Barnhelmi Minna... Werner
- Herczeg: Bizánc... Konstantin
- Madách Imre: Az ember tragédiája... Ádám
- Shakespeare: Rómeó és Júlia... Rómeó
- Shakespeare: Vízkereszt... Sebastian
- Goethe: Faust... Faust
- Madách Imre: Mózes... Mózes
- Shakespeare: Lear király... Bolond
- Katona József: Bánk Bán... Bánk bán
- Gorkij: Kispolgárok... Besszemenov

## Filmjei
- A megbűvöltek (1921)
- Fehér galambok fekete városban (1923)
- Rákóczi nótája (1943)
- Késő (1943)
- Sziámi macska (1943)
- Idegen utakon (1944)